# أوزفالدو رييس
أوزفالدو رييس (بالإسبانية: Osvaldo Reyes)‏ هو رسام تشيلي، ولد في 26 مايو 1919، وتوفي في 23 ديسمبر 2007 في تورونتو في كندا بسبب سكتة.